# 滬尾湖南勇古墓
滬尾湖南勇古墓是六座爲隸屬於孫開華麾下的「擢勝左營」兵勇的墳墓，這六位兵勇的祖籍為湖南善化和永定人，約在1881年（光緒七年）8月至11月間死亡，死亡原因不名，由於埋葬的兵勇皆來自湖南，故稱「湖南勇古墓」，此處舊稱「營盤埔」可以得知此處以前是軍營用地。「擢勝左營」為清領時期調配來台協助開山撫番與海防等事的勇營。
古墓位於淡水區第一公墓區，墓碑為觀音山石材質，碑額皆刻有「擢勝左營」四字，於1998年正式公告為中華民國新北市直轄市定古蹟。古墓由新北市立淡水古蹟博物館負責管理。

## 歷史
滬尾湖南勇古墓群共有六座兵勇墓葬，這六位兵勇皆來自於「擢勝左營」，擢勝左營為孫開華所率領的湖南籍兵勇。
1874年發生牡丹社事件時，清廷下令加強海防，並招募鄉勇組成擢勝營，由孫開華分統前、後、左、右、中五營，由龔占鰲、孫得友、蔡定成、孫開榮、張兆連為營官，一營505人，全部兵勇約計2525人。
牡丹社事件後擢勝營前往蘇澳開山撫番。1876年屯駐基隆，隔年平定花蓮瑞穗的奇密社事件。1878年孫開華再度來台駐於艋舺以便調度戍防基隆，並在1880年於基隆、滬尾一帶開墾並建築砲台。次年由福建巡撫岑毓英帶領黔軍駐紮台北，孫開華的擢勝營調回泉州，直到1883年中法關係惡化，清廷再次將其調回台北滬尾駐紮並建築砲台，中法戰爭爆發前，八艘法國船艦於滬尾登岸被孫開華軍擊退。被授予之後獲賜騎都尉世職，拜幫辦臺灣軍務，因為孫開華的湘軍與劉銘傳的淮軍不和睦，孫開華便撤幫辦回鄉。
於台北駐紮期間，因台北溼熱且常有瘴癘，兵勇因為水土不服或其他緣由客死異鄉。位於滬尾湖南勇古墓群共有六位兵勇，分別是：
| 銘文                    | 籍貫         | 時間                          |
| ----------------------- | ------------ | ----------------------------- |
| 擢勝左營 故勇李有章之墓 | 湖南善化縣人 | 光緒七年九月立 （西元1881年） |
| 擢勝左營 故勇袁致和之墓 | 湖南善化縣人 | 光緒七年十月立 （西元1881年） |
| 擢勝左營 故勇張月升之墓 | 湖南善化縣人 | 光緒七年十月立 （西元1881年） |
| 擢勝左營 故勇胡芳芝之墓 | 湖南善化縣人 | 光緒七年十月立 （西元1881年） |
| 擢勝左營 故勇嚴洪勝之墓 | 湖南善化縣人 | 光緒七年九月立 （西元1881年） |
| 擢勝左營 故勇李佑銓之墓 | 湖南永定縣人 | 光緒七年八月立 （西元1881年） |

## 結構
滬尾湖南勇古墓佔地總面積達876.53平方公尺（265.15坪）（另一說218.22坪（721.39平方公尺））約呈現直角三角形狀，北向邊長65公尺、南向邊長62公尺、東向邊長23公尺。古蹟範圍內共有古墓6座，墓碑都刻有「擢勝左營」，死亡時間在光緒7年（1881）8月至11月期間，材質皆為觀音山石。除李佑銓墓方位朝西北外，其餘五座皆朝西南。碑首為圓弧形，墓碑碑面寬約21.5~24.5公分、碑高介於33.5~54公分、碑厚6~9.5公分。整體墓葬呈現「土饅頭」形，推測為棺壙。墓碑上的文字都是直接使用刀子刻上去的，根據六個墓碑的字跡判斷是出自同一人之手，但並非專業的師傅，應該是軍營中擅長此事的同伴雕刻的。

## 紀念、研究及保護
滬尾湖南勇古墓是清代孫開華在台灣開山撫番和推動海防的重要史料。
滬尾湖南勇古墓的區域位於淡水區第一公墓，此處常有車輛停放線不清楚，路邊違停現象，2007年市府打算將此區部分公墓墓葬遷葬並將一部分區域改為停車場及運動場使用。施工時挖掘到不少骨骸和陶片，引起一些文史工作者注意，滬尾文化資產守護聯盟立即申報保護，此區也曾挖掘出疑似回教徒的墓碑，因此地方文史工作者認為此區該規劃為古蹟遺址保留區之後新北市文化局曾計畫將改為史蹟公園，但並未實際修建。淡水古蹟博物館長廖文卿說明此區仍有部份私人墓塚，遷墓有困難，也受限於經費限制和土地所有權分歧而告終。淡水古蹟博物館表示有派人定期清理與保護古蹟。